# Elektrozavodskaja (linea 11)
Elektrozavodskaja (in russo Электрозаводская?) è una stazione della metropolitana di Mosca, posta provvisoriamente sulla linea 15. Inaugurata il 31 dicembre 2020, la stazione serve il quartiere di Basmannyj e funge da interscambio con l'omonima stazione della linea 3. Nel 2022 la stazione verrà inclusa nel tracciato della linea 11.